# Francis Kernan

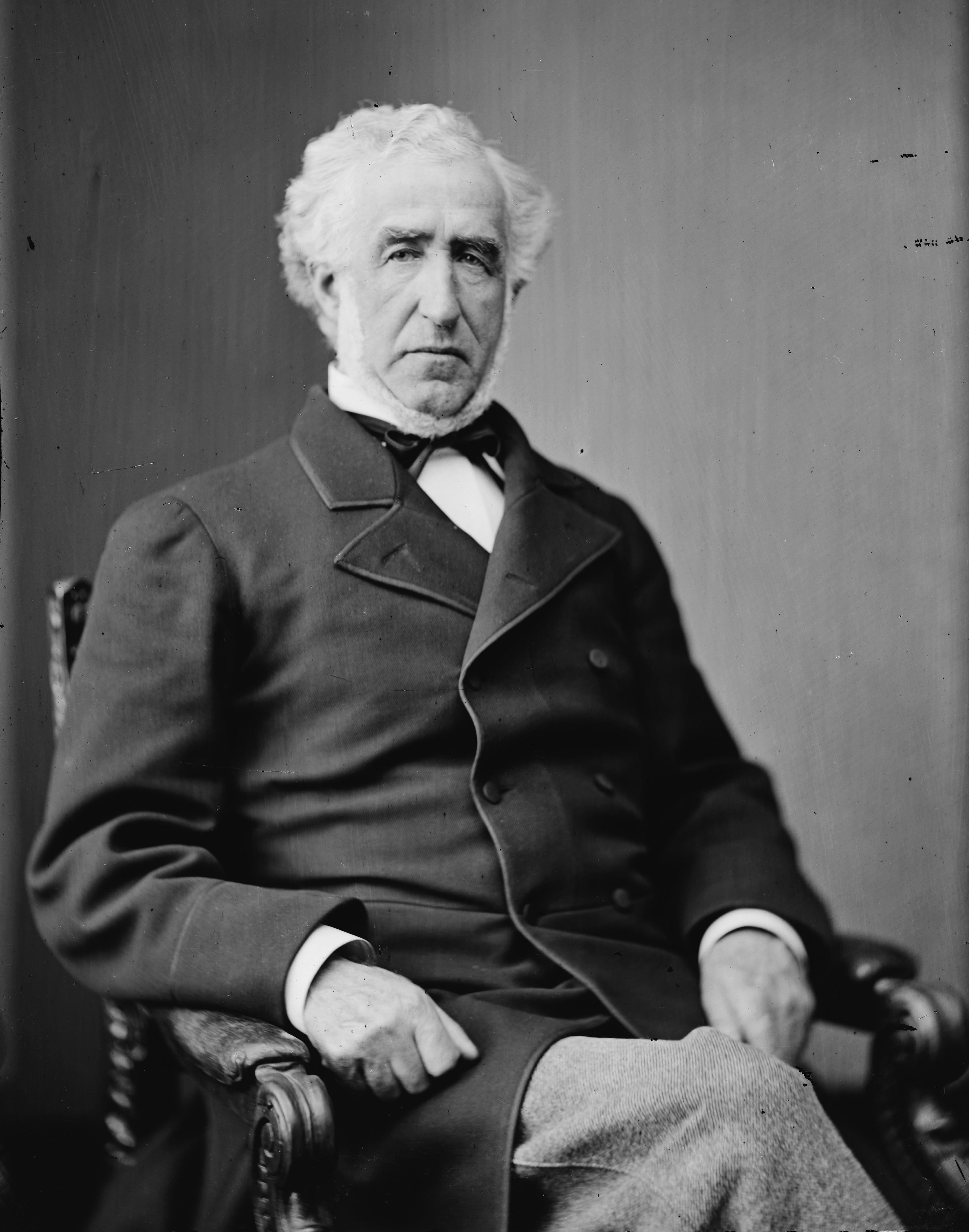
Francis Kernan

Francis Kernan (* 14. Januar 1816 in Wayne, Steuben County, New York; † 7. September 1892 in Utica, New York) war ein US-amerikanischer Politiker (Demokratische Partei), der den Bundesstaat New York in beiden Kammern des Kongresses vertrat.

## Leben
Francis Kernan war der Sohn eines aus Irland eingewanderten Generals. Nach seinem Abschluss an der Georgetown University 1836 wurde er im Juli 1840 in Utica in die Anwaltskammer aufgenommen. Dort arbeitete er in der Kanzlei von Joshua A. Spencer, dessen Geschäftspartner er später wurde. 1843 heiratete er Hannah Devereux; beide hatten zusammen zehn Kinder.

## Öffentliche Ämter und politisches Wirken
Kernan hatte zahlreiche Ämter inne. So war er Leiter der Schulbehörde von Utica und Geschäftsführer des New-York-State-Krankenhauses. Er verfasste von 1854 bis 1857 die Kommentare zu den Urteilen des Appellationsgerichtes und gehörte von 1870 bis zu seinem Tod der leitenden Körperschaft der State University of New York an.
Von 1860 bis 1862 saß Kernan als Abgeordneter in der New York State Assembly. 1862 wurde er für den Distrikt Oneida ins US-Repräsentantenhaus gewählt, wobei er sich gegen den Republikaner Roscoe Conkling durchsetzte. Sein Mandat endete 1865, nachdem er im Jahr zuvor bei der Wiederwahl Conkling unterlegen war. Gemeinsam mit Conkling und Horatio Seymour bildete er dieser Zeit das „Utica Trio“, das die Politik des Staates New York hauptsächlich bestimmte.
1872 war Kernan Kandidat der Demokraten für das Amt des Gouverneurs von New York, doch er verlor gegen John Adams Dix. Erfolgreicher war er im Januar 1875, als er zum US-Senator gewählt wurde. Damit war er der erste katholische Senator aus New York; überdies endete damit eine Spanne von 24 Jahren, in denen ausschließlich die Republikaner die Amtsinhaber aus diesem Staat stellten. Kernan gehörte dem Senat bis zum 4. März 1881 an. 1876 nominierte er bei der Democratic National Convention Samuel J. Tilden zum Präsidentschaftskandidaten seiner Partei.
Kernan wurde zu den War Democrats gezählt, einer Gruppierung innerhalb der Demokratischen Partei, die während des Bürgerkrieges die Politik des republikanischen Präsidenten Abraham Lincoln unterstützte. Mit Lincoln verband ihn auch eine persönliche Freundschaft.